# Ζ-MSV
Ζ-MSV（ゼータエムエスブイ）は、アニメ『機動戦士Ζガンダム』をベースとしたメカニック・デザイン企画である。作中に登場した人型兵器「モビルスーツ」の試作機、量産検討機、強化型などのバリエーション機が設定された。

## 概要
名称の通り、『機動戦士Ζガンダム』版の『モビルスーツバリエーション (MSV)』である。
『B-CLUB』第3号（1985年12月）で百式改のデザインおよびフルスクラッチモデルの掲載が予告され、第4号（1986年3月）からデザイン・作例紹介企画として連載が開始。毎回1体ずつ、藤田一己による設定画（図解のように各部の名称を記載）、活躍イメージのイラスト（連載第3回まで）、文字設定やスペック、そしてプロモデラーの小林とおるが作り起こした模型作例が同時に掲載された。
藤田によってデザインされていた機体は10体で、第6号ですべての機体名が公表されたが、連載は第8号（1986年6月）の第5回をもって休載（記事内で「一休み」と告知）、その後再開されることはなかった。しかし、第20-24号で連載された「MS大発展史」のうち、第20号（ガンダム編）と第22号（地球連邦軍・エゥーゴ編）の開発系統図の中で残る5体と量産型百式改のカラー画稿が掲載された。その後、『B-CLUB』のムックである『MS大全集』（1988年2月）で「Ζ-MSV」の項目が設けられ、第6号で公表された10体に加え、量産型百式改とディジェSE-Rの2体も同項目に掲載された。
以降、『Ζ-MSV』はガンダムシリーズにおけるひとつのカテゴリーとして認知されるようになった。

## 機体
詳細は各項目を参照。括弧内は初めて画稿が掲載された媒体である。
- MSR-100S 百式改（『B-CLUB』第4号、連載第1回）
- MSF-007 ガンダムMk-III（『B-CLUB』第5号、連載第2回）
- MSA-004K ネモIII（『B-CLUB』第6号、連載第3回）
- MSA-099-2 リック・ディアスII[注 1]（『B-CLUB』第7号、連載第4回）
- MSA-005K ガンキャノン・ディテクター（『B-CLUB』第8号、連載第5回）
- FA-178 フルアーマーガンダムMk-II[注 2]（『B-CLUB』第20号）
- MSZ-006-X1 / X2 / X3 プロトΖガンダム[注 3]（『B-CLUB』第20号）
- MSZ-007 量産型Ζガンダム（『B-CLUB』第20号）
- MSZ-008 ΖII[注 4]（『B-CLUB』第20号）
- MSA-005S メタス改（『B-CLUB』第22号）
- MSR-100S 量産型百式改（『B-CLUB』第22号、『MS大全集』でΖ-MSVに追加）
- SE.DJ-1R ディジェSE-R（『MS大全集』でΖ-MSVに追加）

## 企画
『B-CLUB』第6号（連載第3回）で小林とおるは「Ζ-MSVはいつキット化するの？」という主旨の読者からの手紙に対して「今の所"NO"としか言いようがありません」と答えた上で、元々は『Ζガンダム』の放送が終了しガンダムシリーズが中断したときのためにつなぎの商品企画として考案されたが、続編として『機動戦士ガンダムΖΖ』の放送が決定したために没となったとしており、その後、藤田一己によってすでにデザインされていた機体をとりあえず誌上で製作してみようという話が持ち上がった際、幸運にも自分が担当することになったとコメントしている。また、『B-CLUB』発の資料集である『機動戦士ガンダム MS大全集』では、『Ζガンダム』の放映終了後に『B-CLUB』でオリジナル展開を行いキット化を目標としていたが、『ガンダムΖΖ』の放映決定により没になったとしている。
2019年に発行された書籍『グレートメカニックスペシャル MSV The Second-Generation 1986-1993（MSV The Second-Generation）』では、連載された同社の雑誌『B-CLUB』に創刊から携わった元バンダイ出版課の安蒜利明のインタビューが掲載され、その中で『Ζ-MSV』が企画された経緯が語られている。当時『Ζガンダム』の企画始動により『MS-X』が中断し、『MSV』の企画の中心人物であった安井尚志は『Ζガンダム』においてもバリエーション機の可能性を考えていたものの展開する媒体が無いという状況であった。それと時を同じくして、元バンダイ出版課の加藤智は自身が手掛けた『模型情報』の延長として『B-CLUB』を構想しており、『B-CLUB』創刊に合わせてMSV的企画の連載が決定したのが『Ζ-MSV』の始まりとしている。
加えて安蒜は、当時のバンダイの製造ラインに余裕がなかったこともあり商品化は考えておらず、『Ζ-MSV』は安井尚志の「MSVを続けたい」という思いから生まれた企画だと思う、と回想している。Wikipediaなどの記載でバンダイ主導による企画として記述されているというインタビュアーの質問に対しては、これを邪推であると否定し、あくまで雑誌媒体のための企画だったと思うと答え、バンダイ出版課はガンプラの開発には関わっていないとも語っている。機体のラインナップについても回想として語られており、連載開始時に安井が複数機を藤田に発注、その後、状況に合わせて追加の発注が行われたとし、藤田のスケジュールが合わない場合には他のクリエイターに依頼することもあったとされる。ラインナップについてはクリエイターの自由度が高く、ガンダムMk-IIIのように藤田からの持ち込みによって連載に組み込まれた機体もあったとしている。また、サンライズによる監修も行われたとされる。
同じく『MSV The Second-Generation』ではBANDAI SPIRITSホビー事業部の川口克己と岸山博文のインタビューが掲載されており、こちらでも『Ζ-MSV』の企画について語られている。川口は『Ζ-MSV』の企画は『B-CLUB』（バンダイ出版）主導の企画であるとし、当時のガンダム商材はバンダイホビー事業部が扱うガンプラとは別に、『B-CLUB』が扱っていたガレージキットも主流であり、そこへ加藤の「若いクリエイターを積極的に使いたい」という意図がかみ合っていたのだろうとしている。岸山は、当時加藤は安井尚志の仕事を見ながら自身のスタイルを模索し、バンダイ各事業部のオリジナル企画の情報を収集しながら『B-CLUB』誌上に盛り込んでいく流れがあったとし、『Ζ-MSV』の原点は当時ベンダー事業部の担当であった「にゃご神」こと土信田一善が、カプセル商品の企画としてサンライズと共に設定製作していたものであるとしている。